# Henry Halleck
Henry Wager Halleck (Westernville (New York), 16 januari 1815 - Louisville (Kentucky), 9 januari 1872) was officier in het Amerikaanse leger. Tijdens een deel van de Amerikaanse Burgeroorlog was hij de opperste generaal van het Noordelijke leger.
Aan het begin van de burgeroorlog had hij de leiding over de oorlog in het Westen, waarbij hij de leiding had over Ulysses S. Grant. De oorlog in zijn westelijke theater verliep zeer succesvol, dus op 23 juli 1862 benoemde president Abraham Lincoln hem tot opperste generaal als vervanger van de in ongenade gevallen George McClellan. Op 12 maart 1864 werd hij op zijn beurt opgevolgd door zijn voormalige ondergeschikte luitenant-generaal Grant.

## Militaire loopbaan
- Second Lieutenant: 1 juli 1839[2]
- First Lieutenant: 1 januari 1845[2]
- Brevet promotie Captain: 1 mei 1847[2]
- Captain, Corps of Engineers: 1 juli 1853[2]
- Uitdiensttreding: 1854[2]
- Major General: 19 augustus 1861
- Major General, Commanding the Missouri militie: 25 november 1861 - 11 juli 1862[2]
- supreme commander: 11 juli 1862 - 12 maart 1864 (note: the Commander in Chief is "the President of the United States". In dit geval Abraham Lincoln)!